# Cantherhines melanoides
Cantherhines melanoides és una espècie de peix de la família dels monacàntids i de l'ordre dels tetraodontiformes.

## Hàbitat
És un peix marí, de clima tropical i demersal.

## Distribució geogràfica
Es troba a Queensland (Austràlia).

## Observacions
És inofensiu per als humans.